# Švedski jezici
Švedski jezici, jedna od tri glavne podskupine istočnoskandinavskih jezika kojima se danas služi oko 9.000.000 ljudi na području Švedske i susjednom dijelu Finske. Najznačajniji je švedski jezik s preko 8.311.000 govornika. Ostali (danas nepriznati) jezici su: 
- Skånska (80.000; 2002) na krajnjem jugu Švedske i otoku Bornholm u Danskoj i treći iz ove grupe je
- dalmaalski ili dalekarlijski kojim govori oko 1.500 ljudi u Dalarni.[2] Zbog jake švedizacije skonskom i dalmaalskom prijeti iščeznuće.

Švedski jezici razvili su se od starošvedskog koji pripada istočnonorveškoj skupini staronorveških jezika. Ova staronorveška skupina dijelila se na istočnonorvešku i zapadnonorvešku granu, a istočnonorveška se dalje grana na a. starogotlandski; b. starodanski (od kojeg su nastali jutski, danski i norveški bokmål); c. staroskonski sa skonskim jezik jezikom; d. švedski jezici sa: elfdalijski, švedski i dalekarlijski, kao posebni jezici. Među švedske dijalekte se ubrajaju: svea, österbottenski, jugozapadnifinski švedski, istočnošvedski, nyland švedski, standardni švedski, sjevernošvedski, uusimaa švedski, ålandski švedski, i gotlandski (gutnijski)

## Vanjske poveznice
- Ethnologue (14th)